# Losing Grip
"Losing Grip" é uma canção gravada pela cantora e compositora canadense Avril Lavigne para seu álbum de estreia Let Go (2002). Foi composta e produzida por Clif Magness, com a artista participando de sua composição. Inspirada em um relacionamento amoroso que fazia a intérprete se sentir ignorada, a faixa foi escolhida como o quarto single do álbum contra a vontade da Arista Records, sendo enviada às rádios dos Estados Unidos em 24 de março de 2003. Lavigne revelou que a escolha de "Losing Grip" como o último single se refletiria na sonoridade de seu próximo projeto de estúdio.
Incorporando nu metal e pop, "Losing Grip" é uma obra de pós-grunge  na qual os vocais de Lavigne sendo ressaltados em meio a um refrão "explosivo e cheio de raiva". A maioria dos críticos musicais teceram elogios à canção, notando-a como um dos destaques do álbum, e elogiaram o desempenho vocal da cantora. No campo comercial, não repetiu os bons números dos singles anteriores, obtendo resultados medianos nas paradas em que teve entrada. Seu videoclipe, dirigido por Liz Friedlander, estreou no Total Request Live em 2 de abril de 2003, com cenas da cantora interpretando a faixa em frente a um grande número de pessoas. "Losing Grip" foi apresentada ao vivo em premiações como o Juno Awards de 2003, nas três primeiras turnês mundiais de Lavigne e em datas selecionadas da The Avril Lavigne Tour (2014). Ademais, "Losing Grip" recebeu indicação para Melhor Performance Vocal Feminina de Rock na 46.ª cerimônia anual do Grammy.

## Antecedentes e lançamento
A Arista era uma merda, com medo de que eu lançasse um álbum inteiro que soasse como 'Unwanted' e 'Losing Grip'. Eu juro que queriam me largar ou algo assim. Não sinto que 'Complicated' represente a mim e a minha capacidade de compor. Mas sem 'Complicated', aposto qualquer coisa que eu nem teria vendido um milhão de discos.

Lavigne acerca das divergências no processo de criação de seu álbum de estreia
Após assinar com a Arista Records, Lavigne iniciou a elaboração de seu álbum de estreia. Embora com dificuldades quanto a definir um som próprio, ela estava desejosa por escrever seu próprio material, contrariando as investidas de sua gravadora, que lhe ofereceu canções já prontas. O processo teve início em Nova Iorque, onde ela se reuniu com compositores e produtores profissionais, mas o material resultante não a agradou. Foi então que se dirigiu a Los Angeles, para trabalhar com o produtor e compositor Clif Magness, que lhe concedeu mais liberdade criativa.
Lavigne e Magness compuseram cinco faixas, nomeadamente "Losing Grip", "Mobile", "Unwanted", "My World" e "Too Much to Ask", todas gravadas no estúdio Blue Iron Gate, em Santa Mônica, na Califórnia. Como a direção sonora tomada pelos dois não satisfez sua gravadora, Lavigne terminou a criação do álbum com a equipe de produção The Matrix. Impulsionado pelo bom desempenho dos singles "Complicated", "Sk8er Boi" e "I'm with You", o álbum de estreia de Lavigne, Let Go, atingiu bons números em várias partes do mundo. Porém, durante o período de excursão com a Try to Shut Me Up Tour, os créditos de composição foram publicamente questionados pelo The Matrix, que alegou ter composto a maior parte dos singles supracitados, embora os royalties de publicação tenham sido divididos igualmente entre os membros da equipe e Lavigne.
Devido ao conflito com os Matrix, Lavigne contrariou a proposta de sua gravadora de lançar "Anything but Ordinary", co-escrita e produzida pela equipe, e escolheu "Losing Grip" continuar a divulgação de Let Go. De acordo com a cantora, a escolha da canção como o último single do disco viria a refletir a sonoridade de seu próximo álbum de estúdio. A faixa foi enviada às rádios CHR/pop dos Estados Unidos em 24 de março de 2003, sendo comercializada também em CD, lançado em 1.º de maio de 2003 no Reino Unido, onde também foi disponibilizada em fita cassete em 7 de junho. Em 30 de junho, o CD foi lançado no Canadá, mas com o alinhamento alterado.

## Composição
"Losing Grip" é uma canção de pós-grunge cujo andamento possui elementos pop e de nu metal, de acordo com Jamieson Cox, da Pitchfork. Segundo a partitura publicada por EMI Music Publishing no website Musicnotes.com, foi composta no tom de dó maior, com um ritmo moderado cujo metrônomo é de 116 batidas por minuto. O alcance vocal de Lavigne varia entre sol3 e ré5. Em meio a acordes de guitarra, o refrão da canção foi descrito como "explosivo e cheio de raiva" por Christina Saraceno, da AllMusic. "Losing Grip" foi descrita por Bob Waliszewski, da Plugged In, como uma canção para dispensar "namorados desrespeitosos e descompromissados". Por sua vez, Lavigne revelou que a obra foi inspirada em ex-namorado que a fazia se sentir "invisível", o que ela menciona na letra.

## Recepção crítica
"Losing Grip" foi majoritariamente recebida com elogios pelos críticos musicais. Kaj Roth, da Melodic, elogiou a maneira de cantar "adorável" de Lavigne e disse ainda que "algumas das canções [de Let Go] vão na veia de Alanis Morisette", citando como exemplo "Losing Grip", na qual ele notou "um gancho muito bom no refrão". Reconhecendo-a como um dos destaques do álbum, Nick Reynolds, da BBC Music, complementou: "Quando a guitarra e scratching cortam o volume máximo e Avril começa a lamentar sobre um garoto que a fez mal [...] parece real [e] emocionante o suficiente. E nos trechos tranquilos sua voz tem a pureza de uma cantora folk". Menos positivo em sua opinião, Sal Cinquemani, da Slant Magazine, elogiou os vocais "dinâmicos" presentes na canção, comparando-os aos de Morissette, mas declarou que Lavigne não tem a "astúcia afiada" de sua compatriota e "ainda está muito longe de atrapalhar seu namorado numa sala de cinema", em referência a "You Oughta Know" (1995). Enquanto Simon Dohonue, do Manchester Evening News, adjetivou a canção de "uma obra-prima musical tridimensional", Dave Donnelly, da Sputnikmusic, nomeou-a a melhor escolha para promover Let Go, justamente por não ter sido produzida pelo The Matrix. Ademais, Donelly notou que faixa assemelha-se a sonoridade contida em Under My Skin (2004), tal como propusera Lavigne, e ainda descreveu "Losing Grip" como uma versão de "I'm with You" "com guitarras altas e vocais ainda mais fervorosos".
Por meio de uma indicação para "Losing Grip", Lavigne ganhou o prêmio de Melhor Artista Solo de Rock pela Canadian Association of Broadcasters em 2003. Em 2004, a canção foi indicada à categoria de Melhor Performance Vocal Feminina de Rock na 46.ª cerimônia anual do Grammy, mas perdeu para "Trouble", de Pink.

## Apresentações ao vivo
"Losing Grip" foi incluída no repertório da Try to Shut Me Up Tour e interpretada por Lavigne na edição anual do Juno Awards em 6 de abril de 2003. O mesmo ocorreu numa aparição feita no Late Show With David Letterman em 14 de maio. Quatro dias depois, a artista realizou um concerto na HSBC Arena, localizada na cidade novaiorquina de Buffalo. Tal performance foi filmada e se tornou o álbum ao vivo My World, no qual "Losing Grip" é a quinta faixa. Na edição daquele ano do MuchMusic Video Awards (MMVA), a cantora apresentou novamente a canção e causou repercussão ao mostrar, posteriormente, parte das nádegas (com as iniciais da premiação) às câmeras. No filme Going the Distance, lançado em 2004, ela aparece com sua banda de apoio nos bastidores do MMVA. Em 4 de junho do mesmo ano, ela cantou "Losing Grip" durante sua participação no festival alemão Rock am Ring. Além disso, Lavigne performou várias vezes a faixa na Bonez Tour, entre 2004 e 2005. A canção fez parte do concerto gravado durante a passagem da turnê pelo Japão que resultou no álbum de vídeo Live at Budokan, e de apresentações da The Best Damn Tour, que decorreu entre março e outubro de 2008. Em 2014, foi incluída em datas selecionadas da The Avril Lavigne Tour.

## Videoclipe

O videoclipe de "Losing Grip" simula uma apresentação ao vivo da canção

O videoclipe de "Losing Grip" foi filmado na fundação Angel Orensanz, em Nova Iorque, sob a direção de Liz Friedlander. Foi estreado em 2 de abril de 2003 no Total Request Live, onde debutou na nona posição, permanecendo em sua programação por um total de 37 dias. A sua disponibilização também se deu em formato de DVD, juntamente com o videoclipe de "Complicated", bem como nos CDs single da faixa como conteúdo bônus.
Com uma sinopse simples, o material gira em torno de uma apresentação ao vivo que simula um concerto de turnê. Lavigne é exibida interpretando o tema com os quatro então membros de sua banda de apoio, Jesse Colburn, Evan Taubenfeld, Matt Brann e Charlie Moniz, em frente a um grande número de pessoas. Em algumas cenas, a cantora abre caminho em meio à plateia e por vezes é empurrada pelas pessoas. Há também uma cena em que Lavigne pula na multidão e realiza crowd surfing. A fim de evitar incidentes, o público teve que praticar esse feito com outras pessoas antes que a artista fosse autorizada a fazê-lo. Nas tomadas finais, ela vê um suposto ex-namorado entre o grupo de pessoas e lhe dá um soco.

## Faixas e formatos
| - CD-Maxi single / fita cassete (Reino Unido) 1. "Losing Grip" – 3:53 2. "Losing Grip" (ao vivo) – 4:56 3. "Naked" (ao vivo) – 3:24 | - CD-Maxi single (Canadá) 1. "Losing Grip" – 3:53 2. "I'm with You" (ao vivo) – 3:57 3. "Unwanted" (ao vivo) – 4:01 |

## Créditos
Créditos de "Losing Grip" adaptados do encarte do álbum Let Go.
- Avril Lavigne – vocais, composição
- Clif Magness – composição, produção, baixo, guitarra, teclados, programação, engenharia de gravação
- Tom Lord-Alge – mixagem
- Steve Gryphon – engenharia de gravação adicional
- Tom Hardisty – assistência adicional da engenharia de gravação
- Femio Hernandez – assistência da mixagem
- Josh Freese – bateria

## Desempenho comercial
"Losing Grip" não conseguiu repetir o sucesso dos singles anteriores de Let Go e obteve apenas resultados medianos nos locais em que entrou em paradas musicais. Nos Estados Unidos, onde estes se posicionaram dentro das dez primeiras colocações da Billboard Hot 100, a canção teve pico na sexagésima quarta posição, na semana terminada em 10 de maio de 2003. Esse mesmo desempenho também se deu na Alemanha e Suíça, países nos quais a faixa debutou em sua melhor posição e foi posteriormente decaindo, e na Áustria, onde estreou no número 48 e, após uma semana, atingiu seu pico no quadragésimo posto.
Nos Países Baixos, por outro lado, obteve maior destaque, alcançando o oitavo lugar na semana terminada em 5 de julho e permanecendo nessa posição por mais uma atualização. Na Bélgica, deu entrada nos gráficos de Flandres, onde atingiu o número 48 por três semanas consecutivas, enquanto logrou ao quarto posto em Valônia, mas fora da Ultratop. Outra localidade onde não se manteve estável foi o Reino Unido, onde debutou, em 19 de julho, na vigésima segunda colocação da parada de singles da região e permaneceu no gráfico por mais seis atualizações; a última delas em 30 de agosto, quando se encontrava no número 74.
| Parada musical (2003)                        | Melhor posição |
| -------------------------------------------- | -------------- |
| Alemanha (GfK Entertainment Charts)          | 43             |
| Austrália (ARIA)                             | 20             |
| Áustria (Ö3 Austria Top 40)                  | 40             |
| Bélgica (Ultratop de Flandres)               | 48             |
| Bélgica (Ultratip de Valônia)                | 4              |
| Escócia (Scottish Singles Chart)             | 22             |
| Estados Unidos (Billboard Hot 100)           | 64             |
| Estados Unidos (Billboard Adult Top 40)      | 33             |
| Estados Unidos (Billboard Mainstream Top 40) | 17             |
| Irlanda (IRMA)                               | 18             |
| Países Baixos (Dutch Top 40)                 | 8              |
| Reino Unido (UK Singles Chart)               | 22             |
| Suíça (Schweizer Hitparade)                  | 49             |

| Região                                          | Certificação | Vendas  |
| ----------------------------------------------- | ------------ | ------- |
| Estados Unidos (RIAA) Video single              | Ouro         | 25 000^ |
| ^ distribuições baseadas apenas na certificação |              |         |